# Seleção Lituana de Futebol
A Seleção Lituana de Futebol representa a Lituânia nas competições de futebol da FIFA.

## História
A primeira partida oficial da Seleção Lituana foi em junho de 1923, contra a Estônia, tendo perdido por 5 a 0. Participou dos Jogos Olímpicos do ano seguinte, enfrentando a Suíça no Stade Pershing em Vincennes, nos arredores de Paris, perdendo por 9 a 0. 2 dias depois, a Lituânia sofreu sua maior goleada na história, um 10 a 0 para o Egito. Em 1930, venceu a terceira edição da Copa Báltica, e em outubro de 1940, disputou sua última partida antes de ser anexada à União Soviética, vencendo a Letônia por 4 a 3.
Na década de 1990, logo após a independência do país, a Lituânia estabeleceu uma presença respeitável nas Eliminatórias da Copa do Mundo FIFA e nas Eliminatórias do Campeonato Europeu de Futebol: ficou em terceiro lugar no seu grupo tanto nas Eliminatórias para a Euro 1996 quanto nas Eliminatórias da Copa de 1998. Nas eliminatórias da Eurocopa 2004, eles surpreenderam a Europa ao lutarem pela classificação, chegando a ponto de empatarem com a forte Seleção da Alemanha fora de casa e uma vitória em casa sobre a Escócia. No entanto, uma derrota de 1 a 0 para a mesma Escócia sepultou o sonho lituano de disputar um torneio de primeira linha. Apesar de terminar em quinto lugar nas Eliminatórias do Mundial de 2006, a Seleção auriverde era competitiva.
Outro resultado expressivo da Lituânia foi o empate com a campeã mundial Itália por 1 a 1 em plena Nápoles, nas Eliminatórias da Eurocopa de 2008.
Em 6 de setembro, os auriverdes derrotaram a Romênia por 3 a 0 nas Eliminatórias para a Copa de 2010. A vitória foi considerada por muitos como "uma vitória histórica". Outro triunfo lituano de destaque foi o 2 a 0 contra a Áustria, em Marijampolė.

## Histórico em Copas do Mundo
- 1930 - Não se inscreveu
- 1934 a 1938 - Não se classificou
- 1950 a 1990 - Não se inscreveu, integrou a Seleção Soviética de Futebol
- 1994 a 2022 - Não se classificou
- 2026 - Em disputa

## Histórico em Campeonatos Europeus
- 1960 a 1992 - Não se inscreveu, integrou a Seleção Soviética de Futebol
- 1996 a 2024 - Não se classificou

## Recordes
- Atualizado até 20 de novembro de 2024

Jogadores em negrito ainda em atividade pela Seleção Lituana.
| Pos. | Jogador               | Partidas | Gols | Em atividade |
| ---- | --------------------- | -------- | ---- | ------------ |
| 1    | Saulius Mikoliūnas    | 101      | 5    | 2004–2022    |
| 2    | Fedor Černych         | 97       | 15   | 2012–        |
| 3    | Arvydas Novikovas     | 96       | 12   | 2010–        |
| 4    | Andrius Skerla        | 84       | 1    | 1996–2011    |
| 5    | Deividas Šemberas     | 82       | 0    | 1996–2013    |
| 6    | Tomas Danilevičius    | 71       | 19   | 1998–2012    |
| 6    | Vykintas Slivka       | 71       | 3    | 2015–        |
| 7    | Žydrūnas Karčemarskas | 66       | 0    | 2003–2013    |
| 8    | Aurelijus Skarbalius  | 65       | 5    | 1991–2005    |
| 8    | Marius Stankevičius   | 65       | 5    | 2001–2013    |

| Pos. | Jogador                | Gols | Partidas | Média por jogo | Em atividade |
| ---- | ---------------------- | ---- | -------- | -------------- | ------------ |
| 1    | Tomas Danilevičius     | 19   | 71       | 0.27           | 1998–2012    |
| 2    | Fedor Černych          | 15   | 97       | 0.16           | 2012–        |
| 3    | Antanas Lingis         | 12   | 33       | 0.36           | 1928–1938    |
| 3    | Arvydas Novikovas      | 12   | 96       | 0.13           | 2010–        |
| 5    | Edgaras Jankauskas     | 10   | 56       | 0.18           | 1991–2008    |
| 6    | Virginijus Baltušnikas | 9    | 42       | 0.21           | 1990–1998    |
| 7    | Jaroslavas Citavičius  | 8    | 24       | 0.33           | 1926–1933    |
| 7    | Valdas Ivanauskas      | 8    | 28       | 0.29           | 1992–2000    |
| 7    | Darius Maciulevičius   | 8    | 38       | 0.21           | 1991–2005    |
| 7    | Robertas Poškus        | 8    | 48       | 0.17           | 1999–2011    |

## Treinadores
| Nome                        | País     | De   | A    | Jogos | Vitórias | Empates | Derrotas | Aproveitamento (em %) |
| --------------------------- | -------- | ---- | ---- | ----- | -------- | ------- | -------- | --------------------- |
| Benjaminas Zelkevičius      | Lituânia | 1990 | 1991 | 3     | 1        | 2       | 0        | 7:4                   |
| Algimantas Liubinskas       | Lituânia | 1992 | 1994 | 29    | 7        | 8       | 14       | 29:48                 |
| Benjaminas Zelkevičius      | Lituânia | 1995 | 1997 | 29    | 12       | 6       | 11       | 45:41                 |
| Kęstutis Latoža             | Lituânia | 1998 | 1999 | 18    | 5        | 4       | 9        | 15:24                 |
| Robertas Tautkus (interino) | Lituânia | 1999 | 1999 | 1     | 0        | 0       | 1        | 0:3                   |
| Stasys Stankus              | Lituânia | 2000 | 2000 | 8     | 2        | 0       | 6        | 8:18                  |
| Julius Kvedaras (interino)  | Lituânia | 2000 | 2000 | 1     | 0        | 0       | 1        | 1:6                   |
| Benjaminas Zelkevičius      | Lituânia | 2001 | 2003 | 19    | 4        | 3       | 12       | 20:41                 |
| Algimantas Liubinskas       | Lituânia | 2003 | 2008 | 50    | 18       | 6       | 26       | 54:65                 |
| José Couceiro               | Portugal | 2008 | 2009 | 15    | 6        | 3       | 6        | 17:15                 |
| Raimondas Žutautas          | Lituânia | 2010 | 2011 | 16    | 4        | 3       | 9        | 11:22                 |
| Csaba László                | Hungria  | 2012 | 2013 | 16    | 2        | 4       | 11       | 14:31                 |
| Igoris Pankratjevas         | Lituânia | 2013 | 2015 | 21    | 5        | 5       | 11       | 10:13                 |
| Edgaras Jankauskas          | Lituânia | 2016 | 2018 | 12    | 2        | 3       | 7        | 16:67                 |
| Valdas Urbonas              | Lituânia | 2019 | 2021 | 24    | 5        | 4       | 15       | 20.83                 |
| Valdas Ivanauskas           | Lituânia | 2021 | 2022 | 13    | 2        | 1       | 10       | 15.38                 |
| Reinhard Breu (interino)    | Alemanha | 2022 | 2022 | 4     | 0        | 2       | 2        | 0.00                  |
| Edgaras Jankauskas          | Lituânia | 2023 |      | 20    | 4        | 5       | 11       | 20.00                 |